# Diocèse de Molfetta-Ruvo-Giovinazzo-Terlizzi
Le diocèse de Molfetta-Ruvo-Giovinazzo-Terlizzi (en latin : Melphictensis-Rubensis-Iuvenacensis-Terlitiensis ; en italien : Diocesi di Molfetta-Ruvo-Giovinazzo-Terlizzi) est un diocèse de l'Église catholique en Italie, suffragant de l'archidiocèse de Bari-Bitonto et appartenant à la région ecclésiastique des Pouilles.

## Territoire
Le diocèse est situé dans une partie de la ville métropolitaine de Bari, l'autre partie de cette ancienne province de Bari étant partagée par les diocèses d'Altamura-Gravina-Acquaviva delle Fonti et de Conversano-Monopoli et par les archidiocèses de Trani-Barletta-Bisceglie et de Bari-Bitonto. Son territoire de 442 km2 est divisé en 36 paroisses.
Le siège épiscopal est à Molfetta avec la cathédrale de l'assomption de la Vierge, dans la même ville on trouve l'ancienne cathédrale Saint-Conrad de Molfetta ainsi qu'une basilique mineure dédiée à la Madone des martyrs (it). Le diocèse possède trois cocathédrales, souvenir des trois anciens diocèses : la cathédrale de Ruvo di Puglia, la cathédrale de Giovinazzo et la cathédrale de Terlizzi.

## Histoire
Le 4 septembre 1982, Antonio Bello est nommé évêque des sièges de Molfetta, Giovinazzo et Terlizzi, le 30 septembre suivant, il est également nommé au diocèse de Ruvo, réuni in persona episcopi aux trois sièges précédents. Le 30 septembre 1986 par le décret Instantibus votis de la Congrégation pour les évêques, les quatre diocèses de Molfetta, Ruvo, Giovinazzo et Terlizzi sont unis et la nouvelle circonscription ecclésiastique prend son nom actuel. Le 20 avril 2018, le diocèse reçoit la visite pastorale du pape François.

### Diocèse de Molfetta
Les origines de l'église de Molfetta sont incertaines. Une bulle controversée du pape Jean XIX de 1025 assigne Molfetta à la province ecclésiastique de l'archidiocèse de Bari ; cette décision est confirmée par les papes successifs Alexandre II (1063) et Urbain II (1089). La dépendance auprès du siège métropolitain de Bari est encore attestée par le pape Eugène III en 1152.
À cause de l'homonymie des noms latins de Molfetta (Melfictensis) et de Melfi (Melfiensis), la liste des évêques de Molfetta est tout aussi incertaine et controversée, les noms des évêques de Melfi étant attribués à Molfetta. Ferdinando Ughelli commence la série des évêques de Molfetta avec l'évêque Giovanni qui prend part au Troisième concile du Latran en 1179. Parmi les évêques des XIIe et XIIIe siècles, on peut mentionner : un évêque anonyme, que certains auteurs identifient avec Riccardo (1155-1162), qui rejoint le parti de l'antipape Victor IV et pour cette raison doit abandonner le diocèse pendant un certain temps ; Risando (1222-1271), personnalité connue et estimée des papes, qui lui confie de nombreuses tâches au cours de son épiscopat, le plus long de l'histoire du diocèse ; Angelo (1280-1287), de la noble famille romaine des Saraceni.
La ville, avec son port, était l'une des escales vers la Terre sainte et les États croisés. Cela favorise la création à Molfetta de nombreuses communautés religieuses avec leurs monastères et leurs hôpitaux. Ainsi se sont élevés les monastères bénédictins (avec les hôpitaux adjacents) de San Martino (1083), San Giacomo (1139), Santa Maria Maddalena (avant 1316), les chanoines réguliers (Santa Margherita, 1182) et les couvents des franciscains (San Francesco, XIIIe siècle) et des observants (San Bernardino, 1451) ; La présence des Templiers (Saint Nicolas, avant 1216), de l'ordre de Saint-Jean de Jérusalem (San Primo, avant 1263) et de l'ordre Teutonique. Parmi les pèlerins se rendant en Terre sainte, on peut citer Conrad de Bavière, moine cistercien mort à Modugno et qui devint plus tard le saint patron de Molfetta.
Le 1er décembre 1488, le pape Innocent VIII, évêque de Molfetta de 1472 à 1484, accorde à son ancien diocèse le privilège d'être immédiatement soumis au siège apostolique. En 1571, l'évêque Maiorano Maiorani établit un premier (mais rudimentaire) séminaire diocésain à Molfetta, les limites de l'initiative sont principalement dues à des problèmes financiers. En 1785, le séminaire trouve un hébergement définitif dans l'ancien collège des jésuites. Le même évêque Maiorano Maiorani (1566-1597) est le premier, après une longue période, à résider en permanence sur son siège épiscopal, conformément aux décisions du concile de Trente. En plus du séminaire, Maiorani organise un synode diocésain en 1570 et l'on garde deux rapports de ses visites ad limina de 1592 et 1595. 
À la fin du XVIIIe siècle, une réorganisation des structures diocésaine est nécessaire. L'évêque Gennaro Antonucci (1775-1804) transfère le palais épiscopal dans l'ancien collège jésuite dont l'église devient la nouvelle cathédrale du diocèse (1785). Le 5 février 1799, la révolution éclate à Molfetta avec la prédication d'un prêtre républicain, qui est tué par le peuple scandalisé. Plus tard, des hordes de fauteurs de troubles profanent l'église de San Domenico et tuent des religieux dominicains.
En 1818, les territoires des diocèses supprimés de Giovinazzo et Terlizzi sont annexés au diocèse de Molfetta. Cependant, en 1836, les deux anciens sièges sont rétablis et unis aeque principaliter à Molfetta. Lors de l'unification italienne, le diocèse de Molfetta reste longtemps sans évêques. En effet, à la suite des révoltes de 1848, l'évêque Giovanni Costantini doit quitter Molfetta, le même sort touche son successeur Nicola Guida, qui meurt en exil à Naples en 1862 ; à sa mort, le diocèse reste vacant pendant près de cinq ans.
Le 7 novembre 1926, le séminaire pontifical régional est inauguré à Molfetta, transféré dans les locaux du séminaire de Molfetta de Lecce, fondé en 1908. Deux ans plus tard, le séminaire accueille le conseil des évêques des Pouilles; il est encore aujourd'hui le siège de la Région ecclésiastique des Pouilles.
Le 20 octobre 1980, le pape Jean-Paul II par la bulle Qui Beatissimo Petro ordonne que les diocèses de Molfetta, Giovinazzo et Terlizzi soient à nouveau suffragants de l'archidiocèse de Bari.

### Diocèse de Ruvo
La tradition attribue à saint Pierre la fondation de la communauté chrétienne de Ruvo et la consécration de son premier évêque, Anaclet qui devint le troisième pape. D'autres évêques, dont l'historicité est cependant très incertaine, se seraient succédé jusqu'en 493. 
Une bulle controversée du pape Jean XIX de 1025 assigne Ruvo à la province ecclésiastique de l'archidiocèse de Bari, décision confirmée par Alexandre II (1063) et Urbain II (1089). La série des évêques de Ruvo est encore incertaine jusqu'à la fin du XIe siècle. Ughelli, se basant sur un  Indiculus Rubensium episcoporum, note une série d'évêques que la critique historique, à partir de Lanzoni (it) considère comme totalement fausse. Le premier évêque historiquement documenté est Guiberto, en 1071, il participe avec beaucoup d'autres évêques, à la consécration solennelle de l'abbaye territoriale du Mont-Cassin, il est mentionné en 1082 dans les annales de Lupo Protospatario sous le nom de Guislibertus. Vers 1079, pendant son épiscopat, la première cathédrale est construite, détruite vers 1133 ; la cathédrale actuelle remonte à la fin du XIIe siècle, commencée sous l'évêque Daniel, elle était la seule paroisse cura animarum de la ville de Ruvo jusqu'au XXe siècle.
En fait, le diocèse correspondait seulement au territoire de la ville de Ruvo et le revenu de l'évêque était très faible. Au XVIe siècle, le siège épiscopal est occupé par trois membres de la famille de Mirto (1512-1589) qui épuisent les biens de l'Église. C'est seulement les évêques suivants qui commencent à appliquer les décrets de réforme du concile de Trente, bien qu'un séminaire, en raison de la pauvreté économique du diocèse, n'a jamais été érigé ; les synodes diocésains sont organisés mais ont peu d'effet. Même les documents imprimés lors du synode célébré par Domenico Gallesi (1676-1679) sont brûlés après sa mort pour empêcher son application. 
Le 27 juin 1818, par la bulle De utiliori du pape Pie VII, le diocèse de Ruvo est uni aeque principaliter à celui de Bitonto. Au début du XXe siècle, avec l'augmentation démographique considérable de la ville, de nouvelles paroisses sont établies en plus de celle de la cathédrale.
Le 30 septembre 1982, Mgr Antonio Bello, évêque de Molfetta, Giovinazzo et Terlizzi, est également nommé évêque de Ruvo, le siège de Ruvo est ainsi séparé de celui de Bitonto et réuni in persona episcopi à ceux de Molfetta, Giovinazzo et Terlizzi.

### Diocèse de Giovinazzo
Les origines de l'Église de Giovinazzo sont incertaines. Une bulle controversée du pape Jean XIX de 1025 attribue Giovinazzo à la province ecclésiastique de l'archidiocèse de Bari ; cette décision est confirmée par Alexandre II (1063) et Urbain II (1089). Plusieurs évêques du XIe siècle sont connus, dont le premier est Grimoaldo, attesté en 1034. La cathédrale remonte à l'époque normande, entre 1150 et 1180, et consacrée en 1283, à l'époque de l'évêque Jean II. Au cours de l'épiscopat de Paolo De Mercurio (1731-1752), elle est entièrement restaurée en style baroque.
Dans la seconde moitié du XIe siècle, les bénédictins fondent, avant 1075, le monastère de Santa Maria di Corsignano et avant 1078 celui de San Giovanni Battista. Au XIIIe siècle arrivent également les franciscains, les clarisses et les ermites de saint augustin. L'évêque espagnol Juan Antolínez Brecianos de la Rivera (1549-1574) est le premier qui applique dans le diocèse les réformes prévues par le concile de Trente par la célébration d'un synode diocésain en 1566.
Les conflits de juridiction entre les évêques de Giovinazzo et les archiprêtres de Terlizzi sont résolus au milieu du XVIIIe siècle. Le 26 novembre 1749, le diocèse de Terlizzi est érigé par la bulle Unigenitus Dei Filius du pape Benoît XIV obtenant son territoire en prenant une partie sur celui du diocèse de Giovinazzo, auquel il est uni aeque principaliter le 24 avril 1752. Les deux diocèses sont suffragants de l'archidiocèse de Bari et n'incluent que les deux villes, siège des seules paroisses diocésaines. Le 27 juin 1818, par la bulle De utiliori, le pape Pie VII ordonne la suppression des diocèses de Giovinazzo et Terlizzi, leurs territoires sont annexés à celui du diocèse de Molfetta. L'évêque de Giovinazzo et Terlizzi, Domenico Antonio Cimaglia, transfère le siège épiscopal à Molfetta.
À la demande du roi Ferdinand II des Deux-Siciles, le pape Grégoire XVI, avec la bulle Aeterni Patris du 4 mars 1836, restaure les diocèses de Giovinazzo et de Terlizzi, les réunissant aeque principaliter au siège de Molfetta et les soumettant immédiatement au Saint-Siège.

### Diocèse de Terlizzi
Avec la conquête normande des Pouilles, le lieu-dit Tillizo devient une partie du comté de Giovinazzo. Son importance augmente de plus en plus et grâce au largesse du comte Amico, une église est construite et consacrée en 1073 par l'évêque de Giovinazzo. L'église obtient d'importantes exemptions et privilèges accordés aux comtes de Giovinazzo, en particulier le privilegium exemptionis des évêques de Giovinazzo. L'église est confiée à un archiprêtre, flanqué d'un chapitre de chanoines.
Dans les siècles suivants, il y a de nombreux conflits de juridiction entre les évêques de Giovinazzo et les archiprêtres de Terlizzi, les premiers revendiquant leurs droits sur tout le territoire diocésain et donc aussi sur Terlizzi, son clergé et ses églises, les  derniers défendant les privilèges d'exemption de l'autorité de l'évêque Giovinazzo.
La question séculaire est résolue par le pape Benoît XIV le 26 novembre 1749, par la bulle Unigenitus Dei Filius, le pontife érige le diocèse de Terlizzi, obtenant son territoire sur celui du diocèse de Giovinazzo ; Trois ans plus tard, par un décret du 24 avril 1752, le nouveau diocèse, suffragant de l'archidiocèse de Bari, est réuni aeque principaliter à celui de Giovinazzo. À la suite de l'érection de la chaire épiscopale, la figure et le pouvoir (presque évêque) de l'archiprêtre sont réduits à ceux du curé de la seule paroisse de la ville (jusqu'au XXe siècle) et le premier dignitaire du chapitre de la cathédrale est l'archidiacre. En 1782, l'ancienne cathédrale romane est démolie et la construction de la nouvelle cathédrale néoclassique commence en 1872.
Le 27 juin 1818, par la bulle De utiliori, le pape Pie VII supprime le diocèse de Terlizzi et annexe son territoire à celui du diocèse de Molfetta. Le diocèse est restauré le 4 mars 1836 par la bulle Aeterni Patris du pape Grégoire XVI qui unit aeque principaliter les diocèses de Terlizzi et Giovinazzo avec celui de Molfetta, les soumettant immédiatement au Saint-Siège.

## Diocèse de Molfetta-Ruvo-Giovinazzo-Terlizzi
Le 4 septembre 1982, Antonio Bello est nommé évêque des sièges de Molfetta, Giovinazzo et Terlizzi et le 30 septembre suivant également du diocèse de Ruvo, réunissant in persona episcopi les trois sièges précédents. Le 30 septembre 1986, avec le décret Instantibus votis de la congrégation pour les évêques, les quatre sièges de Molfetta, Ruvo, Giovinazzo et Terlizzi sont pleinement uni et la nouvelle circonscription ecclésiastique prend son nom actuel.

## Sources
- http://www.catholic-hierarchy.org